# Amsterdam (chanson)
Pour l’article homonyme, voir Amsterdam (homonymie).
Pistes de Olympia 1964
Les Timides
Amsterdam est une chanson écrite, composée et interprétée en 1964 par Jacques Brel. Il n'existerait pas de version enregistrée en studio de la chanson créée par Jacques Brel à l'Olympia de Paris. Amsterdam paraît la même année sur l'album enregistré en public Olympia 1964.

## Historique
L'idée des paroles de cette chanson est née alors que Jacques Brel se promenait dans le port de Zeebruges où il aimait passer du temps dans les bars. Il souhaitait célébrer la vie de ces marins, qui mangent, boivent et se divertissent. De plus, il appréciait beaucoup cette ville. Plus tard, dans sa chanson Mon père disait, il explique que son père disait « C'est le vent du nord qu'a fait craquer la terre entre Zeebruges et l'Angleterre ». Mais au moment d'écrire la chanson, trouvant trop peu de rimes s'accordant avec « Zeebruges », il le remplaça par « Amsterdam », qu'il estima aussi plus joli à l'oreille,.
Jacques Brel avait l'habitude de chanter ses chansons — qu'il composait en tournée avec ses musiciens — pour la première fois en public, aussitôt qu'il les sentait achevées, avant de les enregistrer ensuite en studio. Dans le cas d'Amsterdam, il n'est pas convaincu par la chanson, qu'il considère sans la moindre importance. À tel point que, comptant la chanter pour la première fois lors d'une série de récitals à l'Olympia à Paris, il décide de l'utiliser comme la chanson « sacrifiée » de son récital. Il la place tout au début, au moment où peuvent encore se faire quelques ultimes réglages pour le récital, et où les gens du métier savent que le public fait de toute façon bien plus attention aux artistes qu'aux chansons ; « comme ça, on n'en parlera plus, de celle-là », dit-il.
La première est prévue pour le 16 octobre 1964. Mais, comme à l'habitude pour l'Olympia, une représentation servant de répétition générale est donnée la veille, dans un théâtre de Versailles également dirigé par Bruno Coquatrix (directeur de l'Olympia). Constatant alors que la chanson séduit le public, Jacques Brel décide finalement de la déplacer en troisième position de son prochain récital. Lors de la première à l'Olympia, le 16 octobre, la chanson obtient un immense succès auprès des 2 000 spectateurs qui l'ovationnent interminablement ; à tel point que les musiciens, ayant après quelques instants entamé l'introduction de la chanson suivante, sont contraints de la rejouer en boucle un certain nombre de fois devant les applaudissements qui n'en finissent pas. À ces spectateurs s'ajoutent des millions d'auditeurs d'Europe 1 qui retransmet en direct la soirée, auprès desquels la chanson fait également sensation.
Amsterdam devient alors l'un des grands succès de Brel, une chanson quasi incontournable lors des récitals suivants, caractérisée par le « crescendo brelien » (progression dramatique dans l'écriture et l'interprétation). Alors que Jacques Brel a l'habitude de ne jamais faire de rappel ni bisser de chanson en public, celle-ci fera, selon Jean Corti, l'objet de l'unique exception à cette règle. Jacques Brel décida de la rejouer à la demande du public moscovite, lors d'une tournée en Union soviétique en 1965. Il faut cependant noter une autre chanson bissée par Jacques Brel, Les Flamandes, en 1960 lors d'un récital donné à l'université de Louvain.
Malgré cela, Jacques Brel ne sera jamais vraiment convaincu par cette chanson, et elle ne sera, finalement, jamais enregistrée en studio ; avec Les Timides et Les Jardins du casino, enregistrées au même moment à l'Olympia, il s'agit des trois uniques chansons de Brel à n'exister qu'en version live. Néanmoins, si on se base sur le livre Jacques Brel auteur : l'intégrale de ses textes commentés par France Brel écrit par sa fille France, cette chanson aurait été enregistrée en studio avec les musiciens du studio pour une émission de la télévision polonaise en janvier 1966.

### Versions inédites
Resté longtemps inédite, une autre version d'Amsterdam enregistrée en public à l'Olympia en 1966 paraît en 2016 sur le double disque Olympia 1964 - 1966.
En 2019, l'Institut national de l'audiovisuel publie une troisième version de la chanson sur vinyle en maxi 45 tours ; restée inédite durant 54 ans, Amsterdam est enregistrée en public lors de l'émission Jam Sessions à la Maison de la Radio, en juillet 1965. Contrairement à la célèbre version enregistrée à l'Olympia avec accordéon, Jacques Brel, sur un arrangement différent, est ici (seulement) accompagné au piano par Gérard Jouannest et à la contrebasse par Pierre Sim,,.

## Musique d'Amsterdam
Pour la composition de la mélodie d'Amsterdam, Jacques Brel s'est fortement inspiré de Greensleeves, un air traditionnel anglais remontant au XVIe siècle,.

## Adaptations et reprises

### Adaptations
- 1967 : Scott Walker enregistre la première version en anglais sur son album Scott, les paroles ont été traduites par Mort Shuman.
- 1969 :  Version en néerlandais chantée par Liesbeth List. Après, il y aura des adaptations néerlandaises par De Dijk (1994) et Acda en De Munnik (1997), entre autres.
- 1970 : Première version en anglais par John Denver, suivie d'une version live en 1975 sur l'album An evening with John Denver
- 1973 : David Bowie enregistre une version anglaise du titre sur la face B de son single Sorrow.
- 1984 : Chris Bailey (ex-chanteur du groupe australien The Saints) enregistre une version anglaise du titre sur son album What we did on our holidays[12].
- 1986 : Parabellum enregistre une version réécrite avec d'autres paroles plus violentes, sous le titre Ilôt Amsterdam.
- 1999 : Xabier Lete, chante en concert une version en basque. Cette version a été éditée en 2011, après la mort de l'auteur, sur l'album "Errenterian 1999-IX-25 Zuzenean Azken kontzertua".

### Reprises
- 1965 : Francesca Solleville, dans son album Récital N°3[13]
- 1997 : Catherine Ribeiro, dans son album Chansons de légende[14]
- 1999 : Chœurs de l'Armée rouge CD tour européen.
- 2002 : Garou, Serge Lama et Hélène Ségara pour Les Enfoirés sur l'album Tous dans le même bateau.
- 2002 : Isabelle Boulay enregistre une version a cappella pour son album live Au moment d'être à vous.
- 2003 : Ute Lemper sur l'album But one day.
- 2007 : I Muvrini sur l'album I Muvrini et les 500 choristes. Reprise également avec Florent Pagny  en 2008 à l'occasion de la Fête de la Musique
- 2011 : Les Marins d'Iroise sur leur album éponyme.
- 2012 : HK & Les Saltimbanks sur leur album Les Temps Modernes.
- Daniel Guichard dans le CD 1964 - les plus belles chansons (Editions Atlas).